# Saint-Nizier-de-Fornas
Saint-Nizier-de-Fornas är en kommun i departementet Loire i regionen Auvergne-Rhône-Alpes i centrala Frankrike. Kommunen ligger i kantonen Saint-Bonnet-le-Château som tillhör arrondissementet Montbrison. År 2022 hade Saint-Nizier-de-Fornas 653 invånare.

## Befolkningsutveckling
Antalet invånare i kommunen Saint-Nizier-de-Fornas
| Referens: INSEE |